# مهرجان الدار البيضاء
مهرجان الدار البيضاء هو مهرجان فنون تأسس عام 2005 في المدينة الاقتصادية للمغرب الدار البيضاء.

## نبذة تاريخية
مهرجان الدار البيضاء هو مهرجان فنون تم إنشاؤه عام 2005 من قبل سلطات مدينة (ولاية الدار البيضاء الكبرى، مدينة الدار البيضاء الكبرى، ومجلس محافظة الدار البيضاء) تحت رعاية الملك محمد السادس بن الحسن.
وتدوم فعاليات المهرجان ثمانية أيام تشهد أيامه الأولى عدة نشاطات وحفلات في الموسيقى، والأفلام، والفن الحضري وعروض الشارع.
وقد شهدت الدورة الأولى منه نجاحا شعبيا قياسياً غير مسبوق، خصوصا لكونه أعاد النظر في ذاكرة المدينة من خلال العمل الضخم الذي قام به الفنان التشكيلي محمد أبو اللواكير على منارة العنق، بمعرض صور أنا بيضاوي، الذي وضع كشعار عملاق على حافلات المدينة، وشاشات عرض الأفلام العملاقة بشاطئ عين الذياب وحديقة الأرميتاج، وموكب ضخم في وسط المدينة.
كما عرف المهرجان انطلاقات قوية أخرى عززت مرتبته مثل: 
- حفل مطرب راب وريغي ومنتج موسيقي الأمريكي وايكلف جين
- حفل مطرب الراي الشاب بلال الذي جمع أكثر من 000 200 متفرج على مسرح سيدي البرنوصي.
- العرض الأول لفيلم ماروك للمخرجة ليلى المراكشي.
- حفل الانتجاع لشركة أوبوزيت الفرنسية كأول إنتاج من نوعه في المغرب.

وبعد أن حققت النسخة الأولى والثانية نجاحا كبيراً، غير المهرجان صيغته في عام 2007 وأنشئ ثلاث مواعيد منفصلة تدوم طيلة العام وهي: كازا موسيقى، كازا سينما، وكازا فنون.
لكن هذا الانقسام والتشتت في البرامج أدى إلى درجات متفاوتة من النجاح، ليقدم الفاعلون بعد دراسة متأنية على إعادة صيغة المهرجان إلى موعد واحد عام 2009، قبل أن يعود إلى تركيبته المتعددة التخصصات واسمه الأصلي عام 2010. وعلى الرغم من نجاح طبعة كازا سينما، إلا أن المهرجان لم يعد يقدمها.
عرف المهرجان ثلاثة رؤساء متعاقبين: مريم بنصالح شقرون (2005 ـ 2006)، وأحمد عمور (2007 ـ 2008) وفريد بن سعيد (2009 حتى الآن).

## تقويم الأحداث والمهرجانات في الدار البيضاء

### في يناير
- 11 يناير ذكرى وثيقة الاستقلال المغربية

### في مارس
- المهرجان الدولي لفن الفيديو بالدار البيضاء
- بطولة الدار البيضاء للتنس

### في أبريل
مهرجان الإيتار "الفسيفساء"

## مايو
23 مايو باليوم الوطني
في جوان
مهرجان الموسيقى كازا في يونيو ويوليو
في جويلية
في 9 تموز يوم الشباب
في أغسطس
14 أغسطس ذكرى البيعة واد اد دهب
في 20 آب، ذكرى ثورة الملك والشعب
في نوفمبر
في 6 تشرين الثاني، في ذكرى المسيرة الخضراء
في 18 نوفمبر، وعيد الاستقلال.

## أنظر كذلك
- قائمة مهرجانات في المغرب
- مهرجان الدار البيضاء
- مهرجان جازبلانكا
- مهرجان الدار البيضاء الدولي للمسرح
- المهرجان الدولي لفن الفيديو بالدار البيضاء
- مهرجان الثقافة الحضرية على المنصة
- مهرجان الدار البيضاء الدولي للضحك
- مهرجان روافد
- لبولفار
- المهرجان الوطني للزجل بن سليمان